# Laura Conti
Laura Conti (31 de marzo de 1921 - 25 de mayo de 1993) fue una partisana antifascista, médica, ambientalista, política socialista, feminista y novelista italiana, considerada una de las figuras de vanguardia del ambientalismo italiano.  

## Biografía
Nacida en Udine, Italia. Pasó los primeros años de su vida en Trieste y Verona. Se trasladó a Milán en donde asiste a la Facultad de Medicina. En enero de 1944 se unió al Frente Juvenil por la Independencia Nacional y la Libertad de Eugenio Curiel . El 4 de julio fue arrestada y, tras un breve período en San Vittore, fue internada en el Campo de Tránsito de Bolzano . Afortunadamente logró evitar la deportación a Alemania. De esta experiencia surgió la novela La condizione sperimentale .
Al ser liberada obtuvo su licenciatura en Medicina. En Milán consolidó también su compromiso político: primero en las filas del Partido Socialista Italiano, y a partir de 1951 en el Partido Comunista Italiano . Desempeñó los cargos de consejera provincial de 1960 a 1970 y posteriormente, hasta 1980, de consejera regional de Lombardía. Fue secretaria de la Casa della Cultura, fundó y dirigió la Asociación Gramsci y participó en la fundación de la Lega per l'ambiente (hoy Legambiente ) en la que fue presidenta del Comité Científico.  En 1987 fue elegida para la Cámara de Diputados.

## Ambientalismo
El ambientalismo de Laura Conti tenía un fuerte componente de humanidad producto de su experiencia en la Resistencia. Esta humanidad la compartía con otra figura de Milán ilustrado, Ercole Ferrario. A Conti le gustaba repetir: "No soy una científica, sino un estudiosa de los problemas ecológicos. Aunque me fascina el estudio, creo que también es importante actuar y ejecutar. Por eso decidí hacer política: no basta con estudiar, también hay que ponerse manos a la obra".
El 10 de julio de 1976 se produjo el desastre de Seveso . De Icmesa, una fábrica al norte de Milán, salió una nube tóxica que contenía muchos kilos de dioxina, una sustancia entonces casi desconocida, que cayó sobre la localidad. Conti era entonces consejera regional y no escatimó su ayuda y consuelo a los habitantes de Seveso.
Con las publicaciones Visto da Seveso y Una liebre con cara de niña, la popularidad de Laura Conti trascendió las fronteras nacionales. El 24 de junio de 1982, Bruselas aprobó la directiva sobre los riesgos de accidentes asociados a actividades industriales que se denominaría «Directiva Seveso».
En 1986 fue galardonada con el Premio Minerva por su trayectoria científica y cultural.

## Obras
- Cecilia e le streghe - Einaudi, Torino, 1963
- La condición experimental - Mondadori, Milán, 1965
- Sesso ed educazione - Editori Riuniti, Roma, 1971
- Le frontiere della vita - Arnoldo Mondadori Editore, Milán, 1972
- Il dominio sulla materia - Arnoldo Mondadori Editore, Milán, 1973
- Que es la ecología. Capital, trabajo y ambiente. -Ed. Mazzotta, Milán, 1977
- Visto da Seveso - Feltrinelli, Milán, 1977
- Una lepre con la faccia di bambina - Editori Riuniti, Roma, 1978
- Il tormento e lo scudo - Mazzotta, Milán, 1981
- Imparare la salute - Zanichelli, Milán, 1983
- Esta pianeta - Editori Riuniti, Roma, 1983[3]
- Terra a rendere - Ediesse, Roma, 1986
- Ambiente terra - Mondadori, Milán, 1988
- Discorso sulla caccia - Editori Riuniti, Roma, 1992